# روی کیم
کیم سانگ-وو (کره‌ای: 김상우; انگلیسی: Kim Sang-woo؛ زادهٔ ۳ ژوئیه ۱۹۹۳)، که به‌طور حرفه‌ای با نام روی کیم (کره‌ای: 로이킴; انگلیسی: Roy Kim) شناخته می‌شود، خواننده-ترانه‌سرا، و مجری رادیویی اهل کره جنوبی است. او حرفهٔ خوانندگی خود را پس از برنده شدن در نمایش استعدادیابی تلویزیونی، سوپراستار کی ۴، در سال ۲۰۱۲ آغاز کرد.

## فیلم‌شناسی

### مجموعه تلویزیونی
| سال  | عنوان       | شبکه    | نقش           | توضیحات                |
| ---- | ----------- | ------- | ------------- | ---------------------- |
| ۲۰۱۵ | تهیه‌کنندگان | کی‌بی‌اس۲ | آنتی فن سیندی | قسمت ۱۰ (حضور افتخاری) |